# Guillaume d'Anjou
Guillaume d'Anjou ou Guillaume FitzEmperesse (en anglais : William FitzEmpress) (22 juillet 1136, Argentan – 30 janvier 1164, Rouen), vicomte de Dieppe et frère d'Henri II d'Angleterre, est un important baron anglo-angevin.

## Biographie
Il est le troisième et dernier fils de Geoffroy Plantagenêt (1113-1151), comte d'Anjou, et de Mathilde l'Emperesse (1102-1167), la fille du roi Henri Ier d'Angleterre, et son héritière désignée pour le trône. Il est donc le frère cadet d'Henri II (mort en 1189), qui monte sur le trône anglais en 1154, et de Geoffroy (mort en 1158), qui devient comte d'Anjou la même année.
On ne sait rien de son enfance, mais il est fréquemment mentionné dans les actes rédigés par ses parents. Il est ensuite aux côtés de son frère Henri après que celui-ci est monté sur le trône anglais. Il est notamment au siège de Chinon en 1156, occasionné par une rébellion de leur frère Geoffroy. Guillaume bénéficie grandement de cette parenté, recevant de son frère de riches donations. Ainsi, dès 1155-1156, il possède 300 hides de terres réparties dans neuf comtés du royaume. En 1165, ce nombre est monté à 500 hides dans quinze comtés, principalement dans l'est du pays. Il est donc l'un des plus riches seigneurs de l'Angleterre angevine. Son frère lui a aussi donné le titre de vicomte de Dieppe, ainsi que des terres aux alentours de la ville.
En 1155, Henri II envisage de conquérir l'Irlande pour en faire un apanage pour son frère, mais il renonce au projet sur l'intervention de leur mère. Plus tard, il se prépare à lui donner en mariage la plus riche héritière de son royaume, Isabelle de Warenne, la fille et héritière du défunt Guillaume (III) de Warenne (mort en 1148), comte de Surrey ; et veuve de Guillaume (mort en 1159), comte de Boulogne, fils du roi Étienne d'Angleterre. En plus d'un nombre considérable de terres, elle lui apporterait du prestige avec le titre de comte de Surrey. Cette fois-ci, c'est l'archevêque de Cantorbéry Thomas Becket qui s'oppose à cette union pour cause de consanguinité. Finalement, Isabelle de Warenne épouse Hamelin, le demi-frère illégitime d'Henri II et Guillaume.
Guillaume est dit avoir pris très durement cette opposition à ce mariage, et ne s'en être jamais remis. En 1163, il se retire un temps au Bec-Hellouin à la recherche de réconfort. Il meurt le 30 janvier 1164 à Rouen. Il est inhumé dans la cathédrale. Henri II tiendra Becket pour responsable de sa mort, ce qui ne fera qu'envenimer leur relation. En 1170, Richard le Breton, qui avait été un des hommes de Guillaume, est dit avoir déclaré à Thomas Becket, alors qu'il était sur le point de lui porter le coup fatal : « prend ça, pour l'amour de mon seigneur Guillaume, le frère du roi ! ».
Toutefois, selon certaines généalogies françaises, Guillaume aurait épousé Constance de Penthièvre, une sœur du duc de Bretagne Conan IV. Surnommé Tournemine, il aurait fondé la Maison de Tournemine et serait le père d'Olivier Ier et Geoffroy de Tournemine. Toutefois, il n’existe aucune preuve de cette union, ni d’ailleurs de l’identité exacte de Guillaume « Tournemine »,.